# Óscar Plano
Óscar Plano (Móstoles, 1991. február 11. –) spanyol labdarúgó, az Elche középpályása.

## Pályafutása
Plano a spanyolországi Móstoles városában született. Az ifjúsági pályafutását a helyi Móstoles csapatában kezdte, majd a Real Madrid akadémiájánál folytatta.
2010-ben mutatkozott be a Real Madrid C, míg 2011-ben a Real Madrid B keretében. A 2013–14-es szezonban az Alcorcónnál szerepelt kölcsönben. A lehetőséggel élve, 2014-ben az Alcorcónhoz igazolt. 2017. július 1-jén szerződést kötött a másodosztályú Valladolid együttesével. Először a 2017. augusztus 26-ai, Sevilla B ellen 2–1-re megnyert mérkőzés 58. percében, Iván Salvador cseréjeként lépett pályára. Első ligagólját 2017. szeptember 30-án, a Córdoba ellen hazai pályán 4–1-es győzelemmel zárult találkozón szerezte meg. A 2017–18-as szezonban feljutottak az első osztályba.
2023. augusztus 4-én egyéves szerződést írt alá az Elche csapatával.

## Statisztikák
2022. október 1. szerint
| Klub                  | Szezon   | Osztály          | Bajnokság | Bajnokság | Kupa és Ligakupa | Kupa és Ligakupa | Nemzetközi | Nemzetközi | Összesen | Összesen |
| Klub                  | Szezon   | Osztály          | Meccs     | Gól       | Meccs            | Gól              | Meccs      | Gól        | Meccs    | Gól      |
| --------------------- | -------- | ---------------- | --------- | --------- | ---------------- | ---------------- | ---------- | ---------- | -------- | -------- |
| Alcorcón (kölcsönben) | 2013–14  | Segunda División | 29        | 4         | 3                | 3                | —          | —          | 32       | 7        |
| Alcorcón              | 2014–15  | Segunda División | 32        | 4         | 0                | 0                | —          | —          | 32       | 4        |
| Alcorcón              | 2015–16  | Segunda División | 40        | 8         | 0                | 0                | —          | —          | 40       | 8        |
| Alcorcón              | 2016–17  | Segunda División | 38        | 3         | 6                | 0                | —          | —          | 44       | 3        |
| Alcorcón              | Összesen | Összesen         | 139       | 19        | 9                | 3                | 0          | 0          | 148      | 22       |
| Valladolid            | 2017–18  | Segunda División | 44        | 6         | 2                | 1                | —          | —          | 46       | 7        |
| Valladolid            | 2018–19  | La Liga          | 33        | 3         | 3                | 1                | —          | —          | 36       | 4        |
| Valladolid            | 2019–20  | La Liga          | 36        | 4         | 2                | 0                | —          | —          | 38       | 4        |
| Valladolid            | 2020–21  | La Liga          | 36        | 5         | 2                | 3                | —          | —          | 38       | 8        |
| Valladolid            | 2021–22  | Segunda División | 32        | 3         | 3                | 0                | —          | —          | 35       | 3        |
| Valladolid            | 2022–23  | La Liga          | 7         | 1         | 0                | 0                | —          | —          | 7        | 1        |
| Valladolid            | Összesen | Összesen         | 188       | 22        | 12               | 5                | 0          | 0          | 200      | 27       |
| Összesen              | Összesen | Összesen         | 327       | 41        | 21               | 8                | 0          | 0          | 348      | 49       |

## Sikerei, díjai
Valladolid
- Segunda División
  - Feljutó (1): 2021–22

## Fordítás
Ez a szócikk részben vagy egészben  az   Óscar Plano című angol Wikipédia-szócikk fordításán alapul.  Az eredeti cikk szerkesztőit annak laptörténete sorolja fel. Ez a jelzés csupán a megfogalmazás eredetét és a szerzői jogokat jelzi, nem szolgál a cikkben szereplő információk forrásmegjelöléseként.